# Viola Gillette
Viola Gillette (geb. Viola Pratt; * 7. Oktober 1871 in Salt Lake City; † 1. April 1956 ebenda) war eine US-amerikanische Sängerin (Kontra-Alt).

## Leben und Wirken
Gillette begann ihre Laufbahn als Kirchensängerin in Salt Lake City. Ihr Bühnendebüt hatte sie 1898, und im gleichen Jahr wurde sie von der Castle Square Opera Company in New York engagiert. Dort war sie 1898–99 auch Solosängerin an der Fifth Avenue Baptist Church. Ihr erstes Solokonzert gab sie 1899 beim Musikfestival in Springfield/Massachusetts. Anfang 1901 trat sie einige Monate am Shaftesbury Theatre in London auf. Danach verpflichteten sie Claw&Erlanger für ihre Produktionen von Beauty and the Beast und Mother Goose. 1907 trat sie als Violetta in The Girl and the Bandit auf, danach leitete sie die Viola Gillette Opera Company. Gillette war mit dem Sänger George MacFarlane verheiratet.